# پاینیر ویلیج (کنتاکی)
پاینیر ویلیج (به انگلیسی: Pioneer Village) شهری در ایالت کنتاکی کشور ایالات متحده آمریکا است که جمعیت آن در سرشماری سال ۲۰۱۰ میلادی، ۲٬۰۳۰ نفر بوده‌است.